# Enjin
株式会社Enjin（エンジン、英: Enjin Co.,Ltd.）は、東京都中央区に本社を置く、独立系のPR会社。

## 概要
ストラテジックPRサービス、ダイレクトブランディングサービス、PRプラットフォームサービスの3つを柱にサービスを展開する。

## 沿革
- 2006年（平成18年）6月 - 大阪府大阪市にてPR事業開始
- 2007年（平成19年）
  - 3月 - 株式会社Enjin設立
  - 4月 - 東京本社開設
- 2010年（平成22年）3月 - 東京本社移転
- 2014年（平成26年）2月 - 新卒採用開始
- 2015年（平成27年）12月 - 大阪支店移転
- 2017年（平成29年）5月 - 東京本社移転
- 2020年（令和2年）1月 - PRプラットフォーム「メディチョク」サービス開始
- 2021年（令和3年）6月 - 東京証券取引所マザーズ上場
- 2023年（令和5年）3月 -アズ・ワールドコムジャパン株式会社を100％子会社化